# Breonia decaryana
Breonia decaryana är en måreväxtart som beskrevs av Anne-Marie Homolle. Breonia decaryana ingår i släktet Breonia och familjen måreväxter. Inga underarter finns listade i Catalogue of Life.